# Okres Kulm
Okres Kulm je jedním z 11 okresů v kantonu Aargau ve Švýcarsku. V prosinci 2016 zde žilo 40 368 obyvatel. Hlavním místem okresu je obec Unterkulm.

## Poloha, popis
Území okresu se rozkládá západně od jezera Hallwilersee, v oblastech mezi řekou Wyna a Suhre. Nadmořská výška je zde zhruba od 450 m podél řek a jezera až po téměř 880 m v nejvyšších polohách. Rozloha území je 101,35 km².
Sousedními okresy jsou Zofingen na západě, Aarau na severu a Lenzburg na východě. Na jihu pak sousedí s okresy v kantonu Luzern.

## Doprava
Okresem prochází ve směru od jihu na sever Hlavní silnice 24, Hlavní silnice 25 a Hlavní silnice 26. Ty se mimo území okresu na severu napojují na Dálnici A1, nebo na jihu na Dálnici A2. Mimo to zde také ve stejném směru prochází dvě železniční tratě.

## Obce v okresu
Okres Kulm tvoří celkem 17 obcí, jimiž jsou:
| P.č. | Jméno obce     | Obyvatel | Rozloha |  |  |  | P.č. | Jméno obce   | Obyvatel | Rozloha |
| ---- | -------------- | -------- | ------- |  |  |  | ---- | ------------ | -------- | ------- |
| 1    | Beinwil am See | 3095     | 5,78    |  |  |  | 10   | Oberkulm     | 2683     | 9,40    |
| 2    | Birrwil        | 1195     | 5,53    |  |  |  | 11   | Reinach      | 8268     | 9,48    |
| 3    | Burg           | 1015     | 0,94    |  |  |  | 12   | Schlossrued  | 845      | 7,25    |
| 4    | Dürrenäsch     | 1215     | 5,91    |  |  |  | 13   | Schmiedrued  | 1176     | 8,65    |
| 5    | Gontenschwil   | 2103     | 9,74    |  |  |  | 14   | Schöftland   | 4242     | 6,28    |
| 6    | Holziken       | 1330     | 2,86    |  |  |  | 15   | Teufenthal   | 1590     | 3,57    |
| 7    | Leimbach       | 474      | 1,14    |  |  |  | 16   | Unterkulm    | 3016     | 8,88    |
| 8    | Leutwil        | 771      | 3,75    |  |  |  | 17   | Zetzwil      | 1317     | 5,81    |
| 9    | Menziken       | 6033     | 6,38    |  |  |  |      | Okres celkem | 40 368   | 101,35  |

Počty obyvatel a další údaje viz: